# Romilly-sur-Seine
Romilly-sur-Seine är en kommun i departementet Aube i regionen Grand Est (tidigare regionen Champagne-Ardenne) i nordöstra Frankrike. Kommunen Chef-lieu för kantonerna Romilly-sur-Seine 1er Canton och Romilly-sur-Seine 2er Canton i arrondissementet Nogent-sur-Seine. År 2022 hade Romilly-sur-Seine 14 751 invånare.

## Befolkningsutveckling
Antalet invånare i kommunen Romilly-sur-Seine
Referens: INSEE

## Galleri

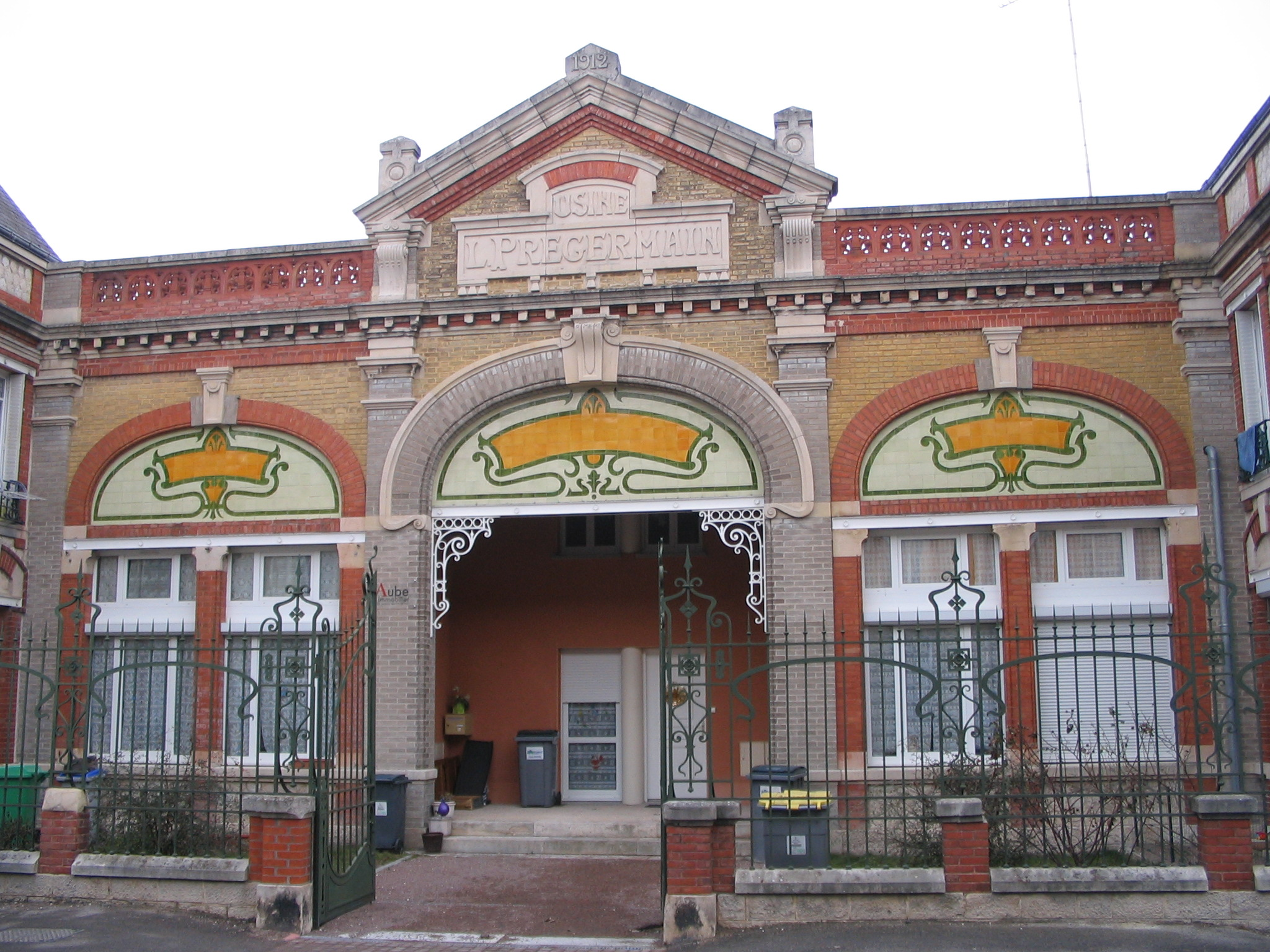
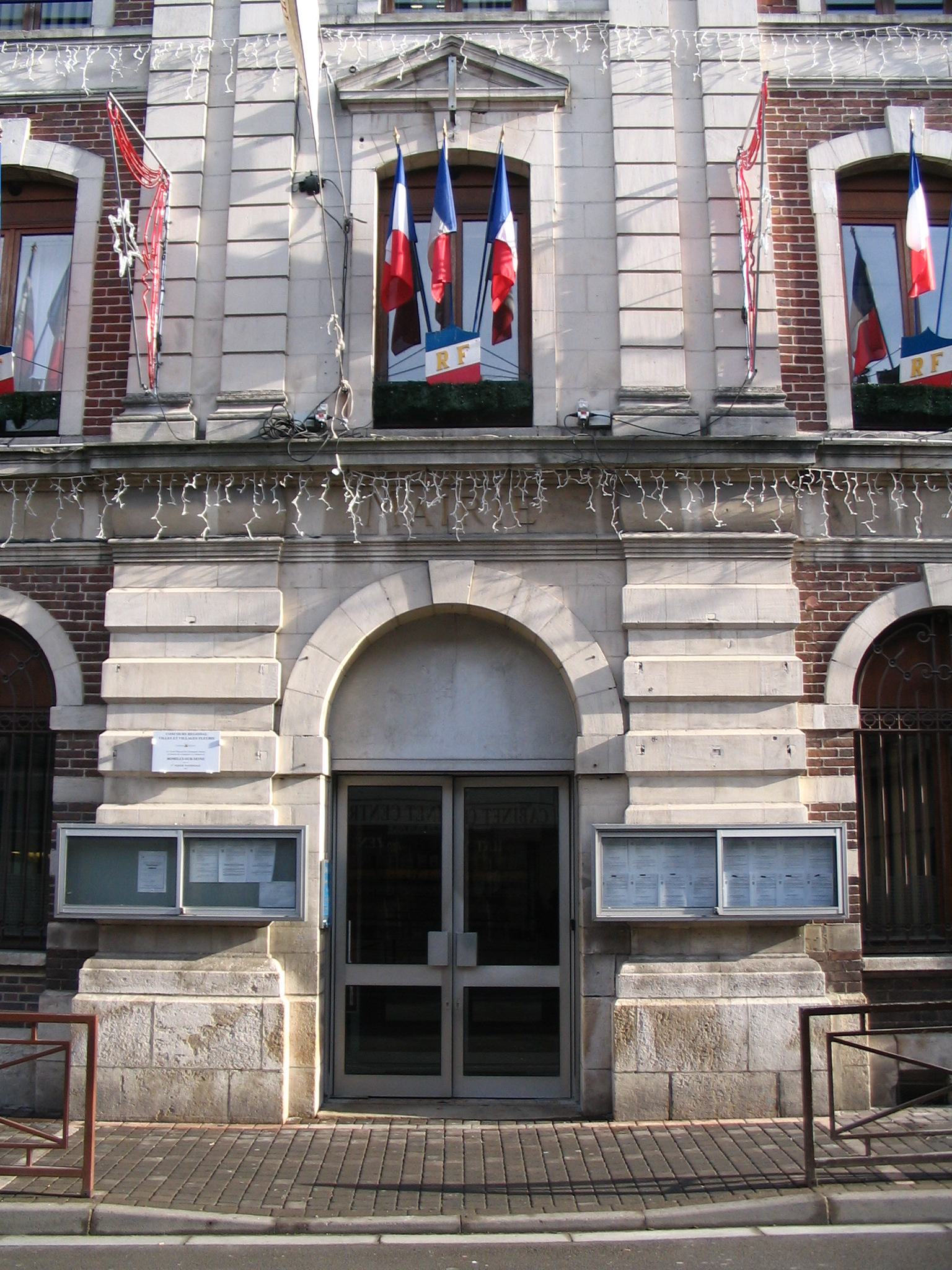
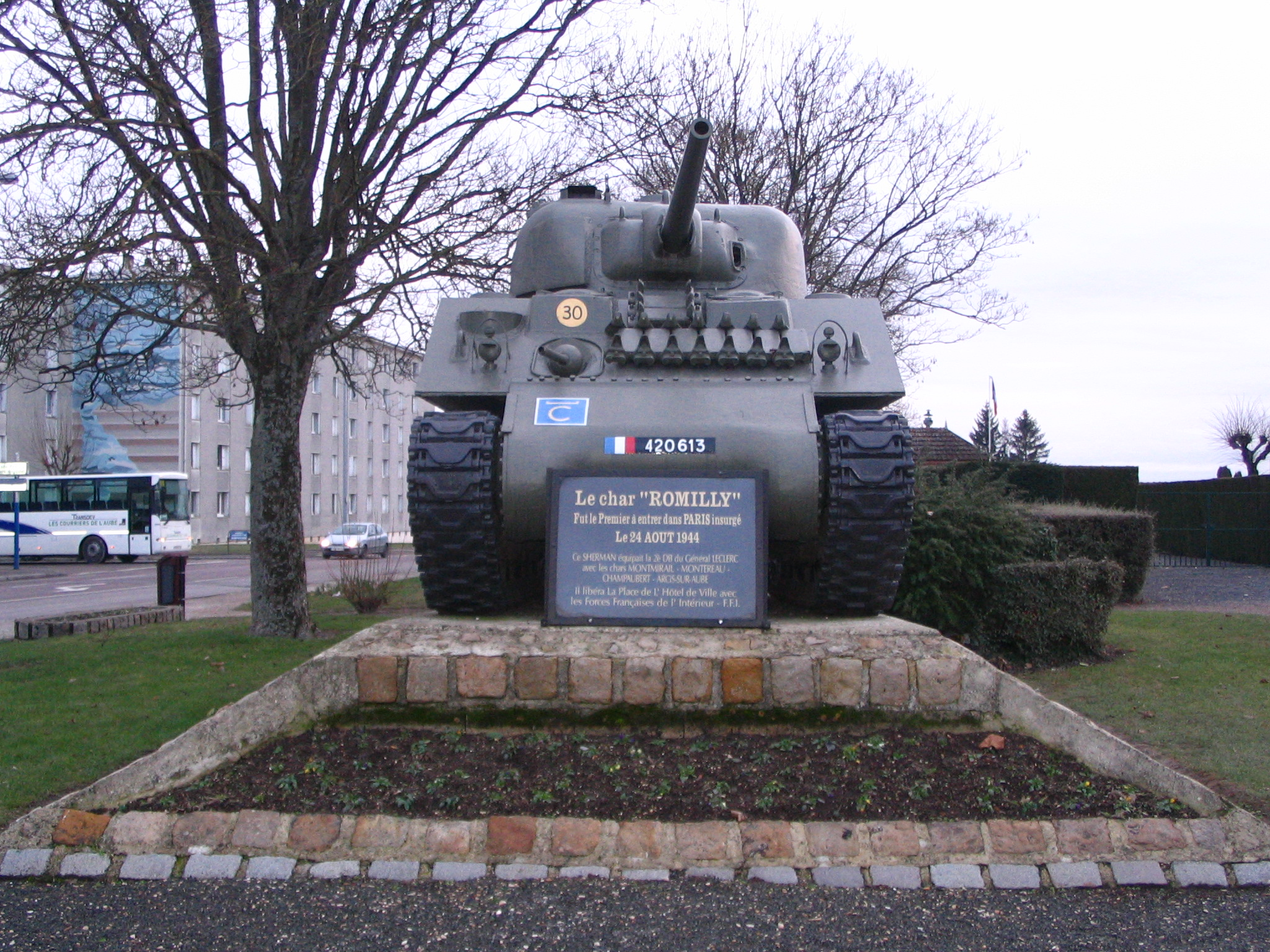
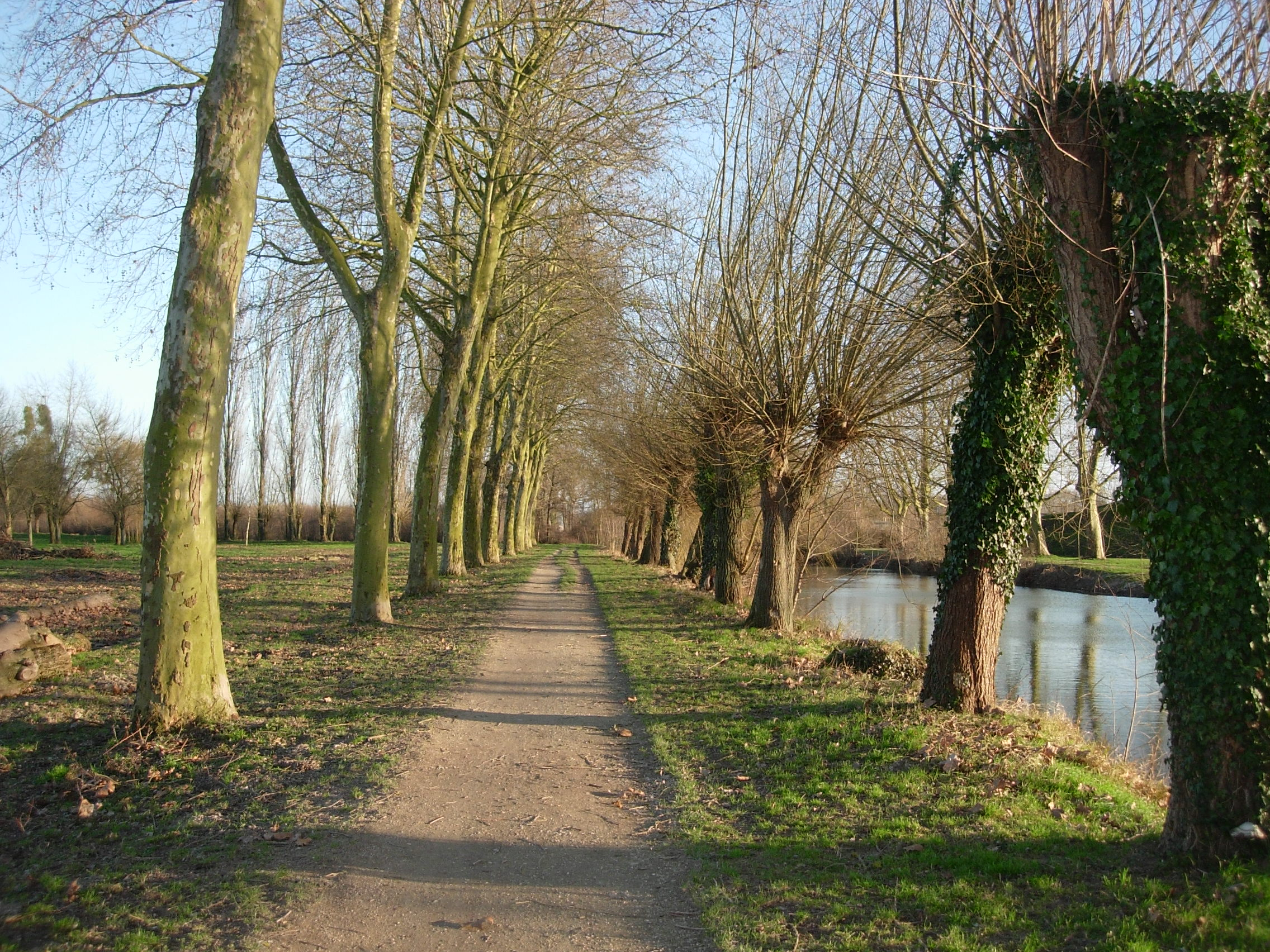
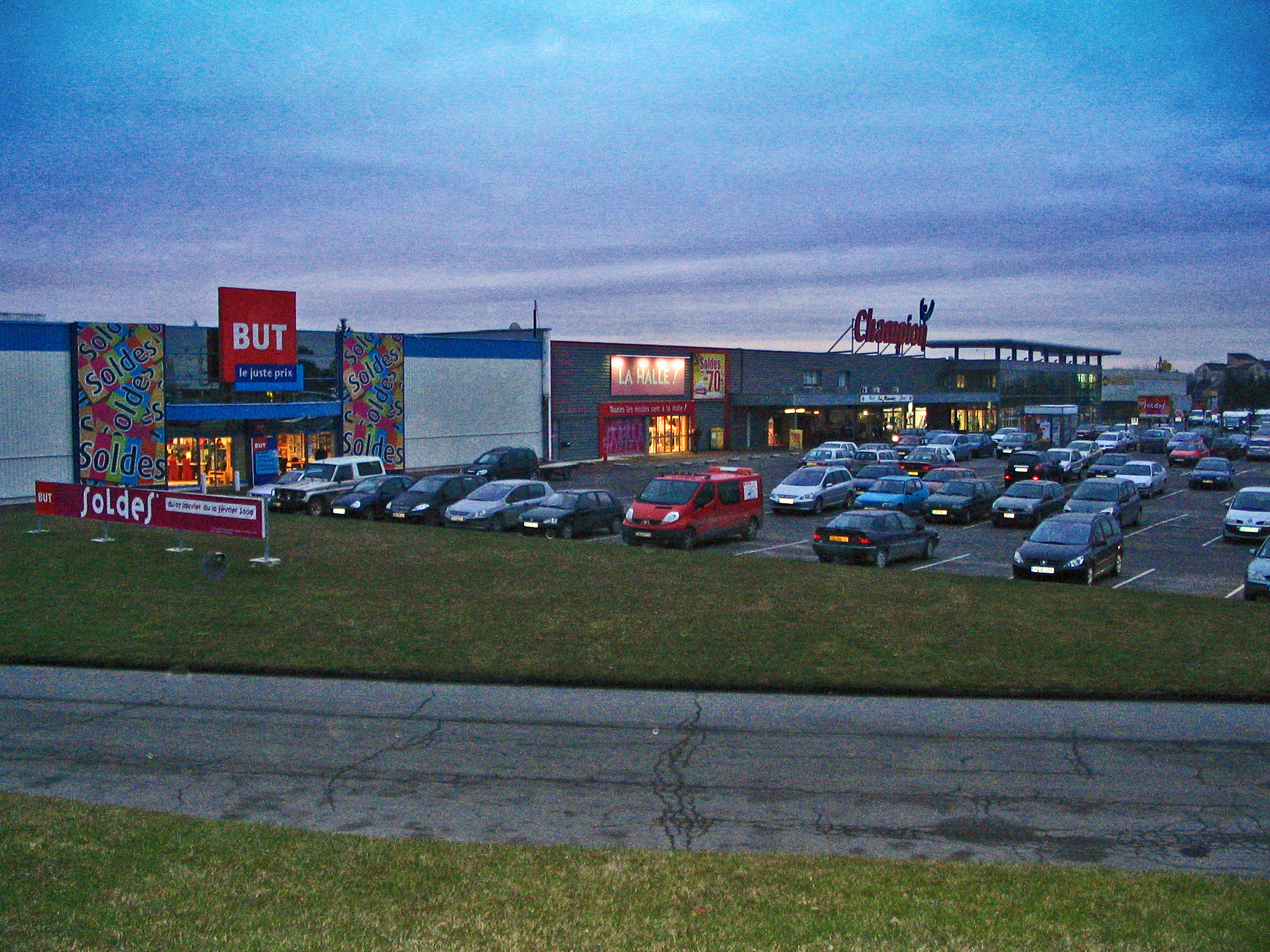
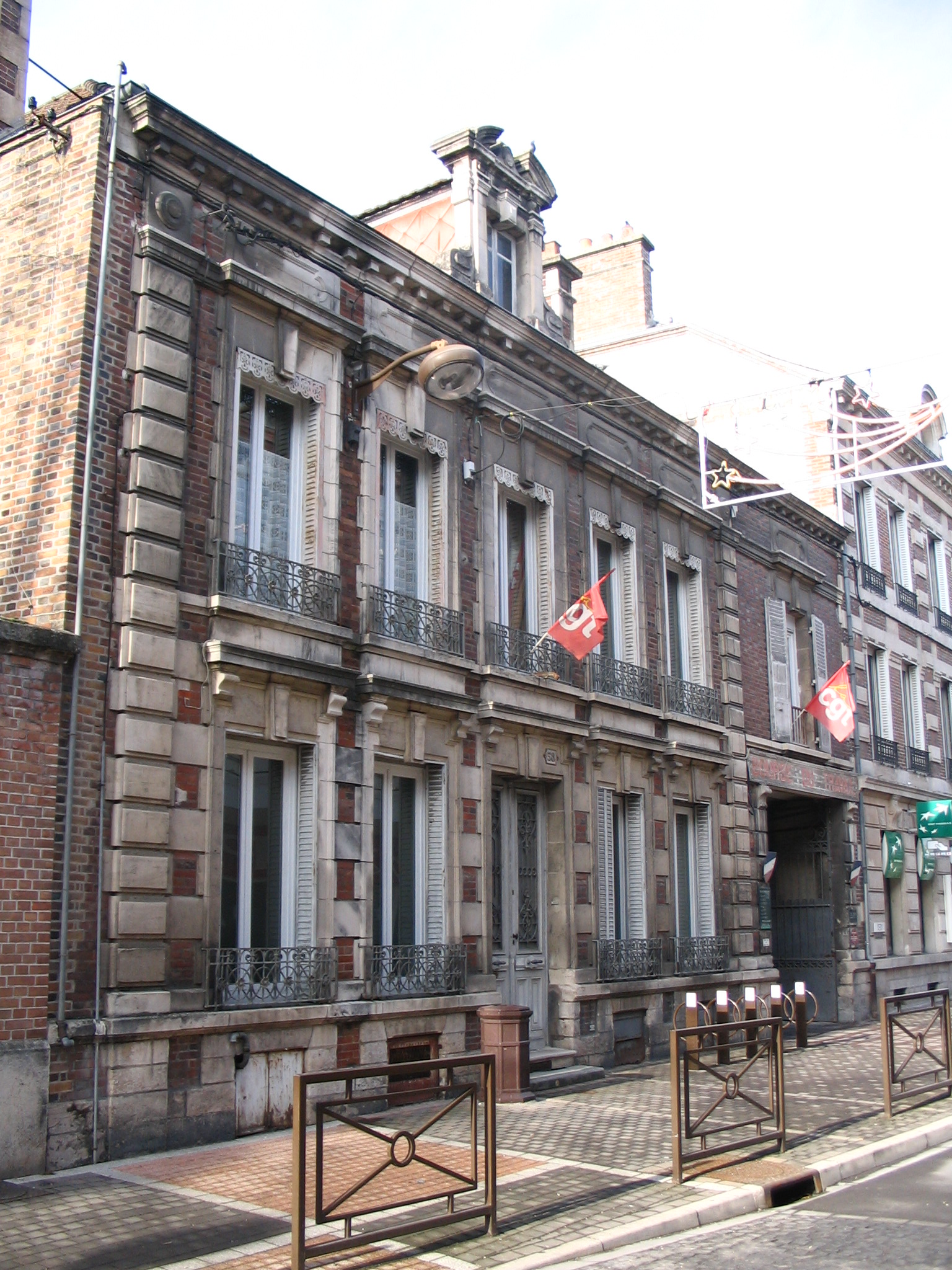
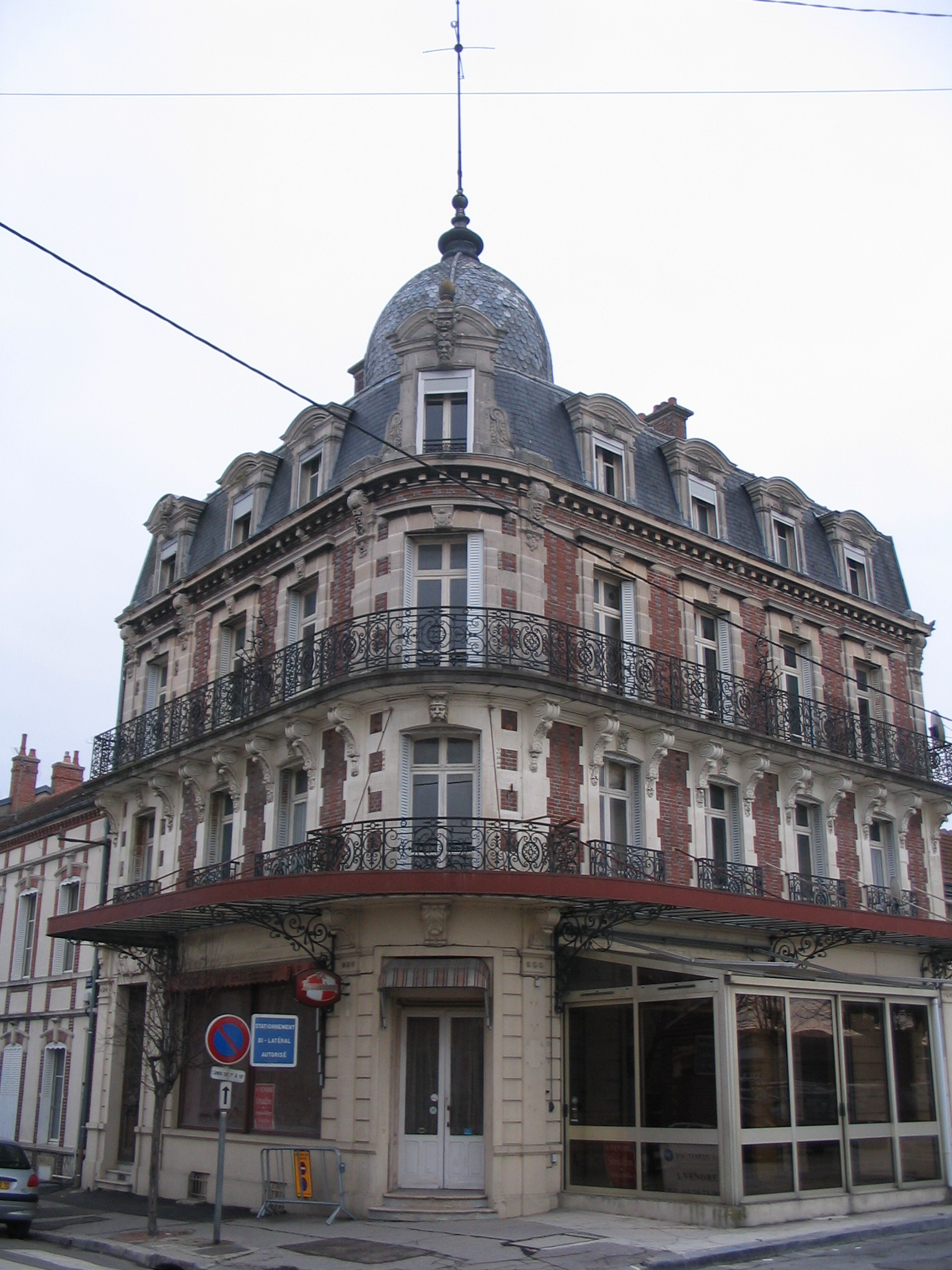
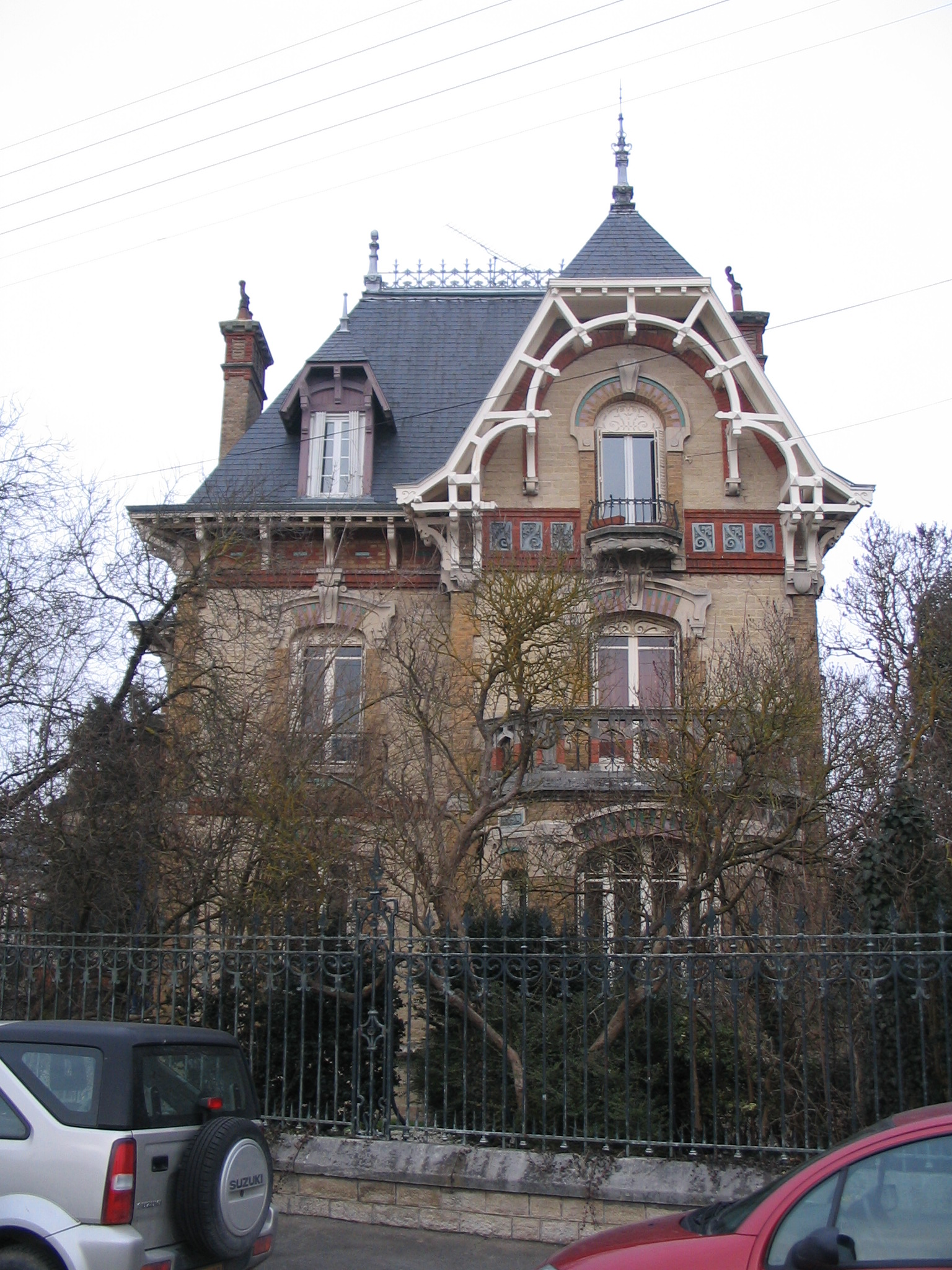
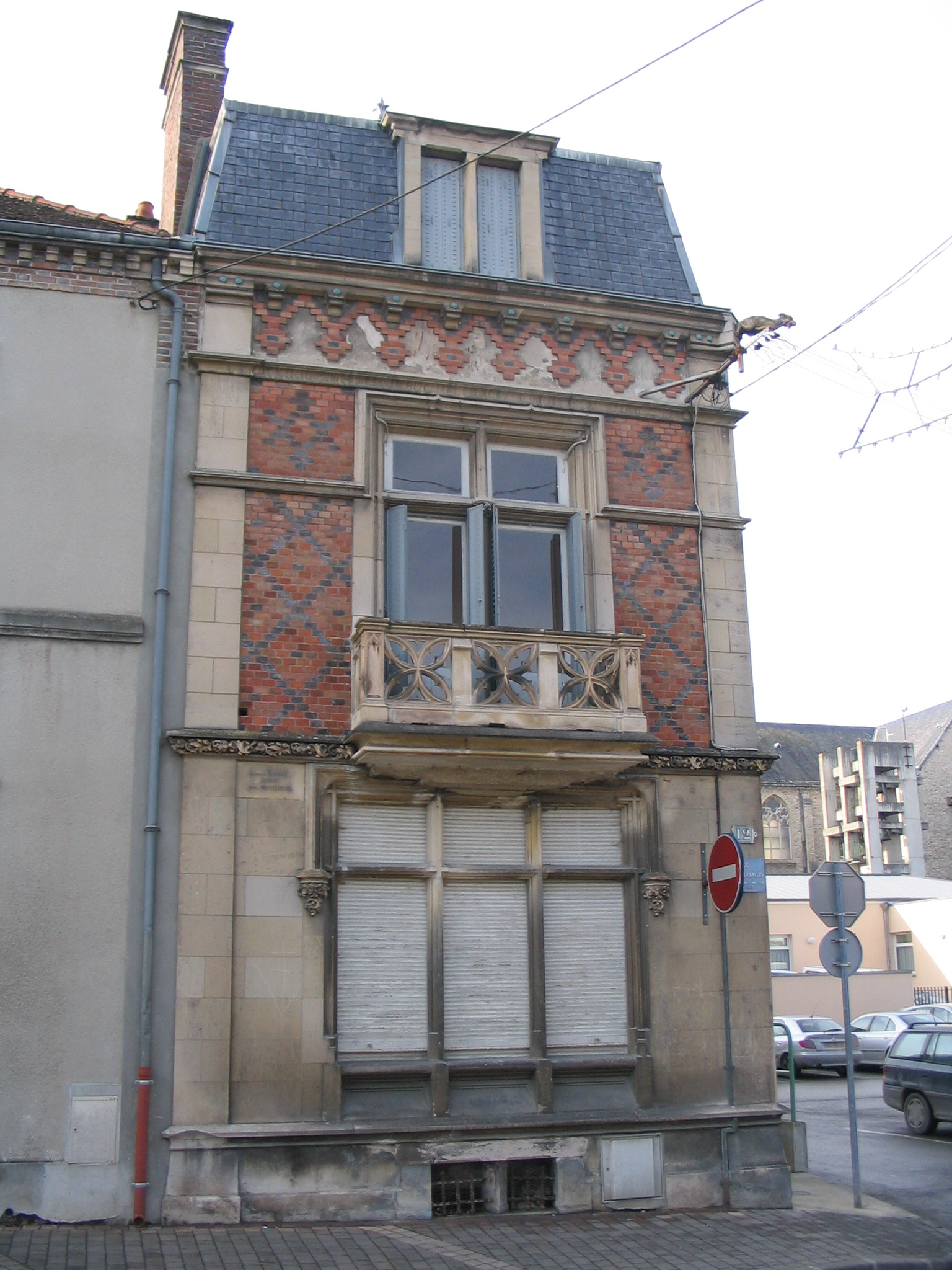
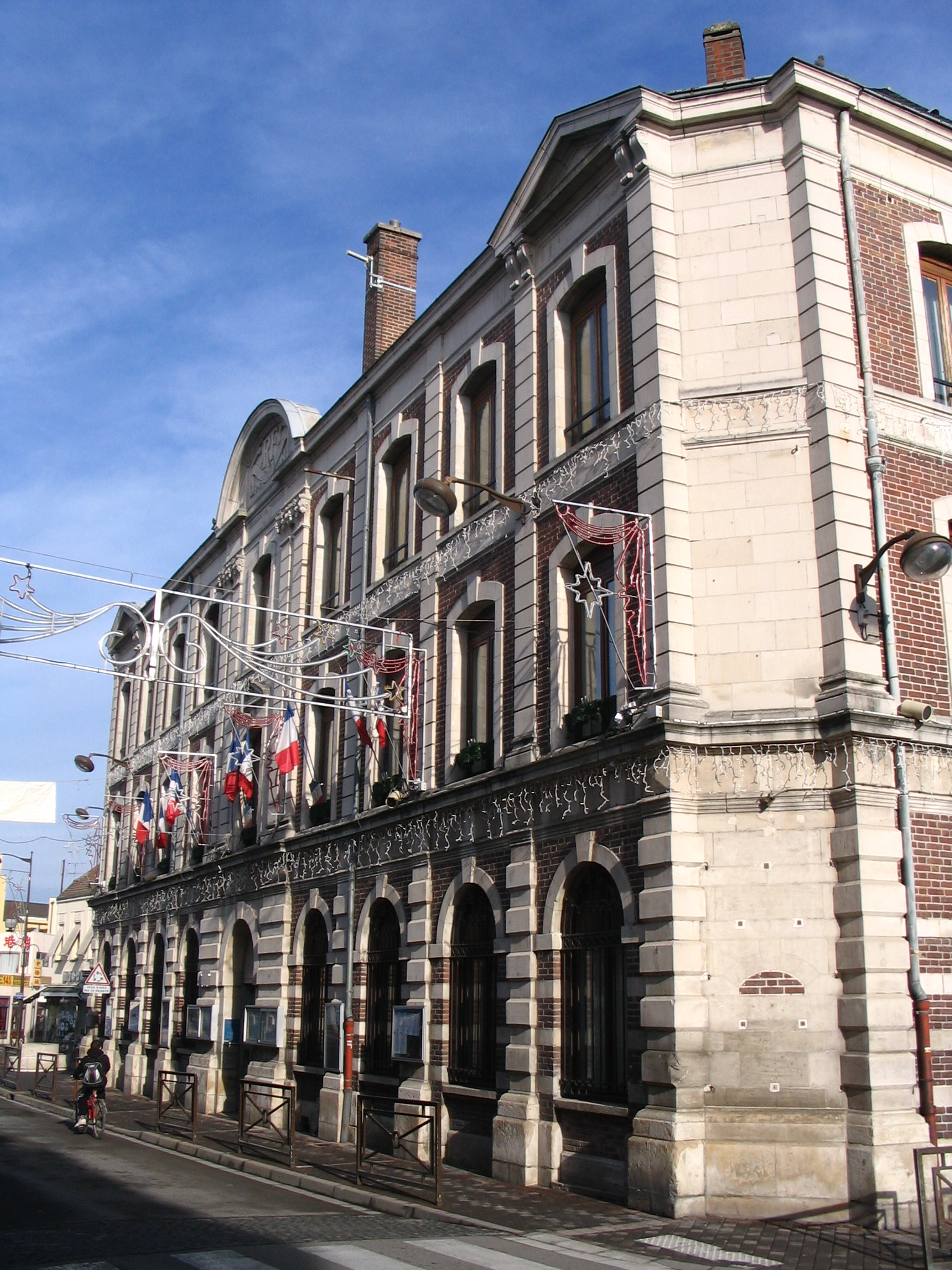
Stradshotellet
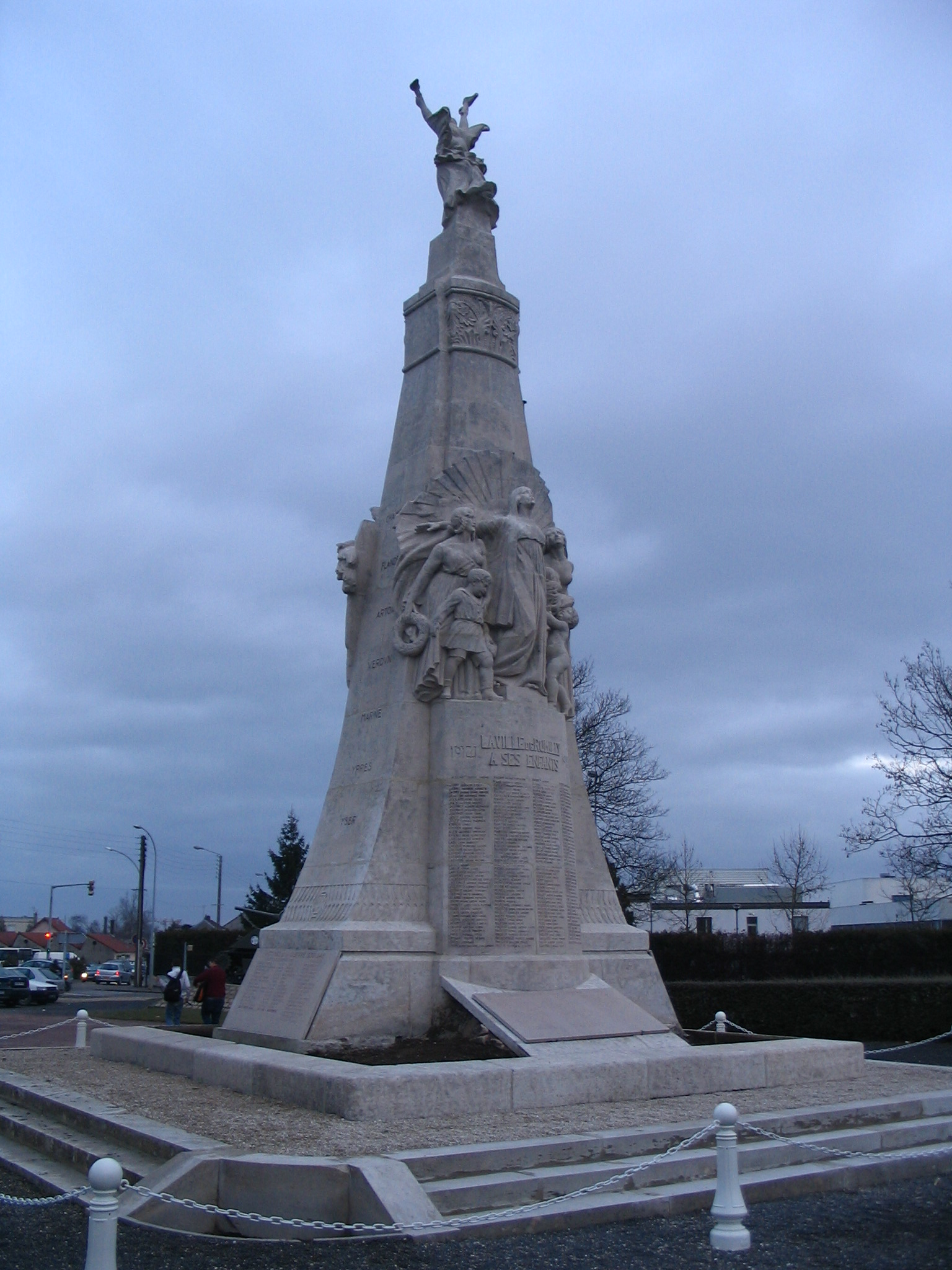